# Tristan Sauer
Tristan Sauer (Évian-les-Bains, 15 febbraio 1920 – Berna, 11 agosto 2007) è stato un pallanuotista svizzero.

## Carriera
Nel 1948 partecipò ai Giochi di Londra 1948.